# Ammophila philomela
Ammophila philomela är en biart som beskrevs av Nurse 1903. Ammophila philomela ingår i släktet Ammophila och familjen grävsteklar. Inga underarter finns listade i Catalogue of Life.